# Mentre ero via
Mentre ero via è una miniserie televisiva italiana creata da Ivan Cotroneo e Monica Rametta e diretta da Michele Soavi. È andata in onda in prima serata su Rai 1 dal 28 marzo al 9 maggio 2019.

## Trama
La serie ambientata a Verona racconta la storia di Monica Grossi, una donna trentottenne che si risveglia dal coma quattro mesi dopo aver assistito a una violenta colluttazione in cui avevano perso la vita il ricco marito Gianluca Grossi e il presunto amante Marco De Angelis e poi essere stata vittima di un incidente mentre scappava dalla villa sul lago di Garda dove era avvenuto il litigio. Al suo risveglio, però, la donna non ricorda nulla e i suoi ultimi ricordi risalgono a otto anni prima quando era nato il suo secondo figlio Vittorio. Monica si trova quindi ad avere a che fare con più persone che la ritengono colpevole della morte del marito e la descrivono come egocentrica, adultera e approfittatrice tra cui il suocero Vittorio e i cognati Riccardo e Barbara. La donna inizia così un difficile percorso di recupero della memoria e dell'identità aiutata dalla psichiatra Caterina Liguori e da Stefano De Angelis, fratello del suo presunto amante, l'unica persona a starle vicino nonostante talvolta palesi i suoi pregiudizi verso il mondo lussuoso e privilegiato a cui Monica apparteneva.

## Episodi e ascolti TV
| n° | Prima TV       | Telespettatori | Share  |
| -- | -------------- | -------------- | ------ |
| 1  | 28 marzo 2019  | 5.386.000      | 23,94% |
| 2  | 4 aprile 2019  | 5.053.000      | 21,50% |
| 3  | 11 aprile 2019 | 4.873.000      | 21,39% |
| 4  | 18 aprile 2019 | 4.562.000      | 20,80% |
| 5  | 2 maggio 2019  | 5.343.000      | 23,20% |
| 6  | 9 maggio 2019  | 5.339.000      | 23,00% |